# Магния Урбика
Магния Урбика (на латински: Magnia Urbica) е съпруга на император Карин от 283 г. Тя е издигната за Августа и Mater castrorum, senatus ac patriae, „майка на бараките (армия), сената и отечеството“.
Тя има само един син вероятно Марк Аврелий Нигриниан (Нигриниан), който е престолонаследник, но умира като дете през 284/285 г. и е издигнат до Дивус.